# Обратная свёртка
Обратная свёртка, деконволюция, развёртка — в математике операция, обратная свёртке сигналов. Обратная свёртка широко используется в обработке сигналов и изображений, а также для других инженерных и научных приложений.
В общем случае целью деконволюции является поиск решения уравнения свёртки, заданного в виде:
{\displaystyle f*g=h}
Обычно {\displaystyle h} — записанный сигнал, а {\displaystyle f} — сигнал, который требуется восстановить, причём известно, что сигнал {\displaystyle h} получен путём свёртки сигнала {\displaystyle f} с некоторым известным сигналом {\displaystyle g} (к примеру, с импульсной характеристикой КИХ-фильтра). Если сигнал {\displaystyle g} неизвестен заранее, его требуется оценить. Обычно это делается с помощью методов статистического оценивания.
Основы анализа с помощью обратной свёртки были заложены Норбертом Винером из Массачусетского Технологического Института в труде «Экстраполяция, интерполяция и сглаживание стационарных временных последовательностей» англ. Extrapolation, Interpolation, and Smoothing of Stationary Time Series) (1949). Книга была написана на основе работ Винера в течение Второй мировой войны, и первыми областями, в которых теорию пытались использовать были прогноз погоды и экономика.

## Применения

### Оптика, обработка изображений
Метод улучшения резкости цифровых изображений основан на выполнении многомасштабного анализа изображения, вычислении значений дифференциальных откликов его яркости по различным пространственным масштабам и последующем синтезе восстанавливающей функции (слепая деконволюция), с помощью которой повышение резкости изображения производится путём простого поэлементного вычитания значений этой функции из массива значений яркости искаженного изображения.